# Cloyes-les-Trois-Rivières
Cloyes-les-Trois-Rivières ist eine französische Gemeinde mit 5.601 Einwohnern (Stand 1. Januar 2022) im Département Eure-et-Loir in der Region Centre-Val de Loire. Sie gehört zum Kanton Brou und zum Arrondissement Châteaudun. 
Sie entstand als Commune nouvelle mit Wirkung vom 1. Januar 2017 durch die Zusammenlegung der bisherigen Gemeinden Autheuil, Charray, Cloyes-sur-le-Loir, Douy, La Ferté-Villeneuil, Le Mée, Montigny-le-Gannelon, Romilly-sur-Aigre und Saint-Hilaire-sur-Yerre. Die ehemaligen Gemeinden verfügen in der neuen Gemeinde über den Status einer Commune déléguée. Der Verwaltungssitz befindet sich in Cloyes-sur-le-Loir. 

## Gliederung
| Ortsteil                               | ehemaliger INSEE-Code | Fläche (km²) | Einwohnerzahl zum 1. Januar 2019 |
| -------------------------------------- | --------------------- | ------------ | -------------------------------- |
| Autheuil                               | 28017                 | 16,07        | 0175                             |
| Charray                                | 28083                 | 10,98        | 0104                             |
| Cloyes-sur-le-Loir (Verwaltungssitz)00 | 28103                 | 19,85        | 2668                             |
| Douy                                   | 28133                 | 06,84        | 0569                             |
| La Ferté-Villeneuil                    | 28150                 | 08,41        | 0381                             |
| Le Mée                                 | 28241                 | 19,11        | 0262                             |
| Montigny-le-Gannelon                   | 28262                 | 08,95        | 0449                             |
| Romilly-sur-Aigre                      | 28318                 | 12,14        | 0451                             |
| Saint-Hilaire-sur-Yerre                | 28340                 | 16,84        | 0559                             |

## Lage
Der Loir durchquert die Gemeindegemarkung. Nachbargemeinden sind Commune nouvelle d’Arrou im Norden, La Chapelle-du-Noyer und Thiville im Nordosten, Villemaury und Beauce la Romaine im Osten, Saint-Denis-Lanneray im Süden, Ouzouer-le-Doyen im Südwesten sowie Brévainville, Saint-Jean-Froidmentel, Villebout und Ruan-sur-Egvonne im Westen.

## Sehenswürdigkeiten
- Kirche Saint-Avit in Autheuil, Monument historique seit 1889.
- Abtei Saint-Julien in Douy, Monument historique seit 1995
- Château du Jonchet in Rommilly-sur-Aigre, Monument historique seit 1984
- Abtei de Bouche d’Aigre in Romilly-sur-Aigre, Monument historique seit 1928

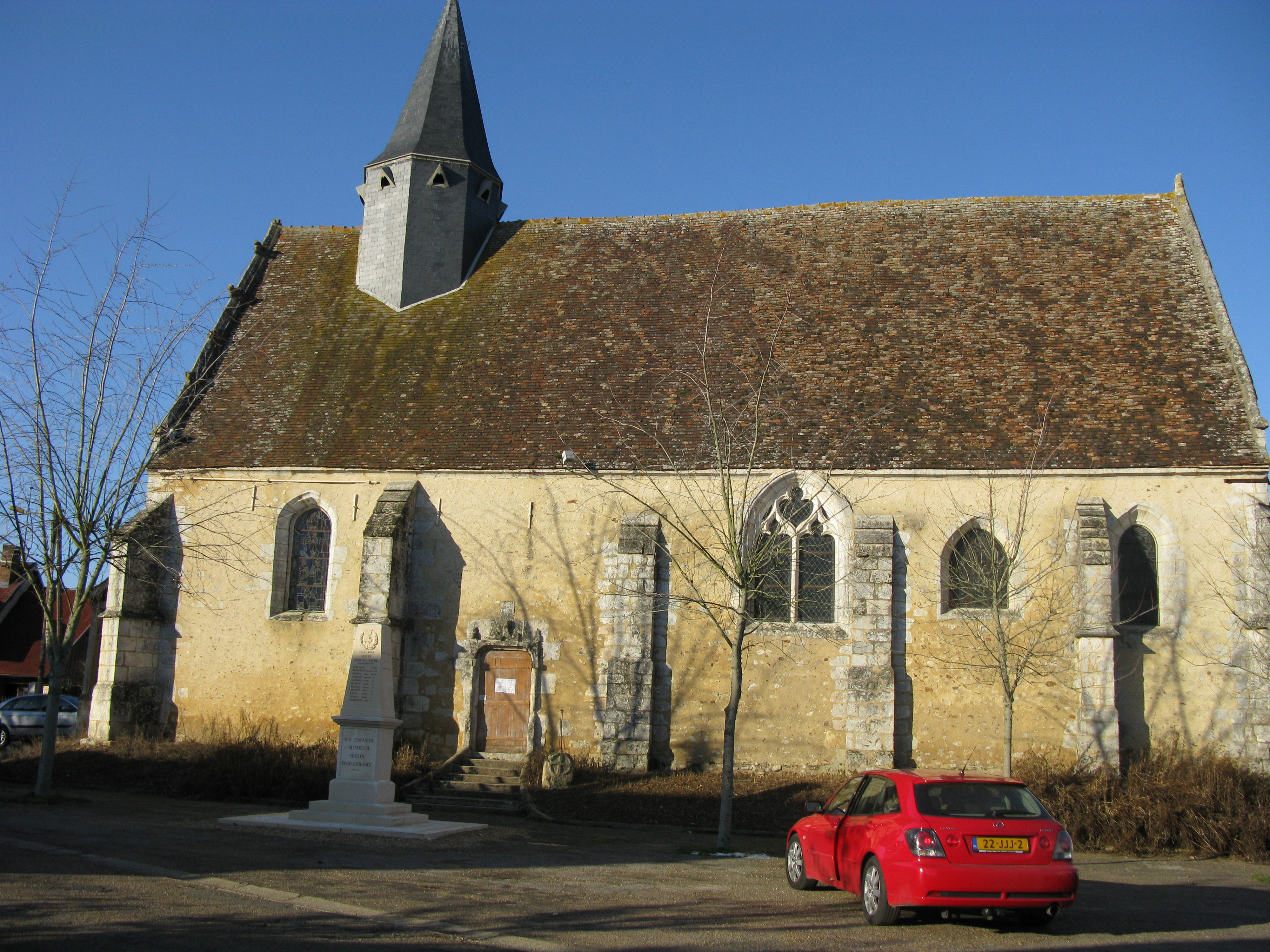
Kirche Saint-Avit
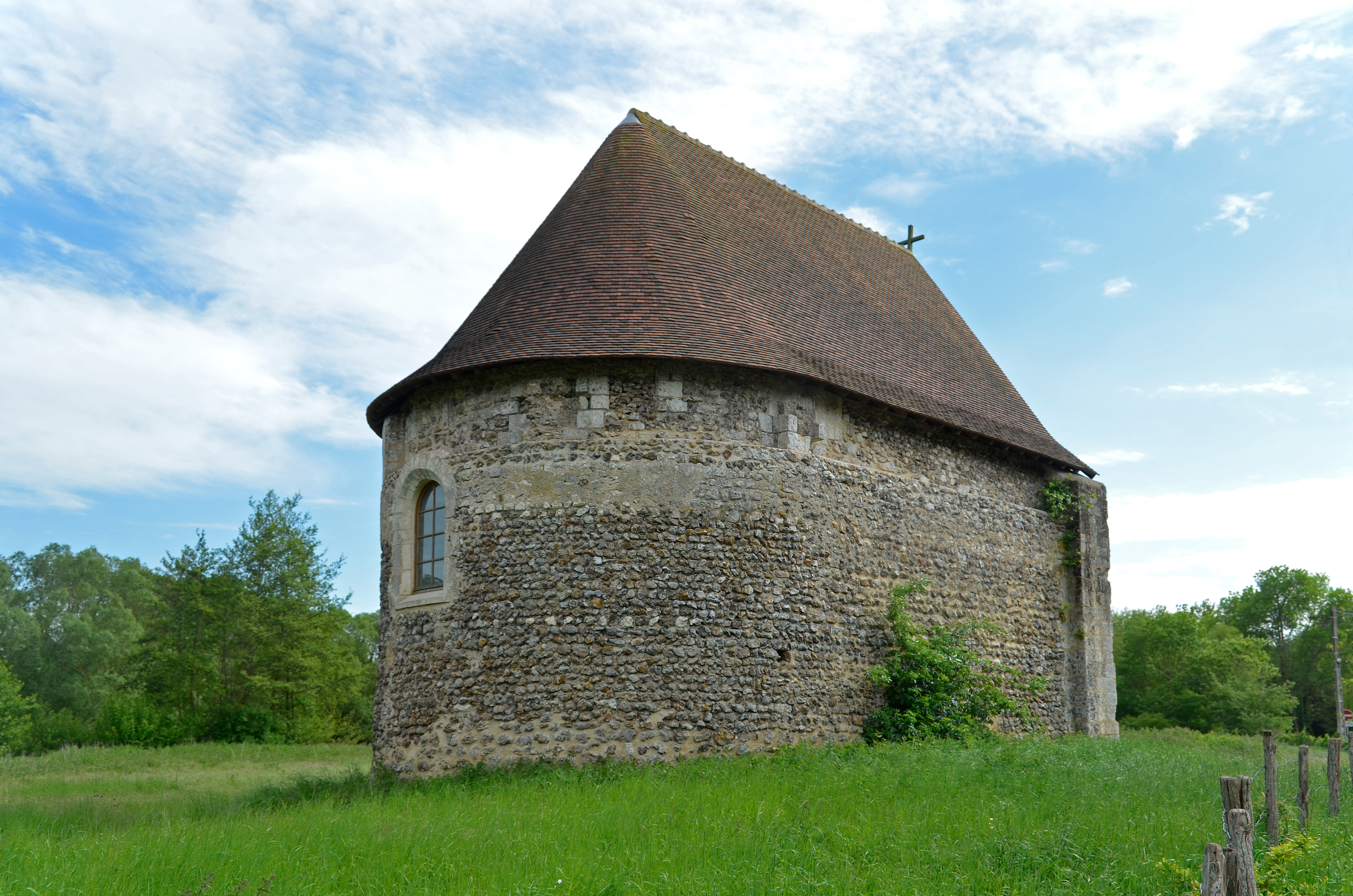
Abtei Saint-Julien
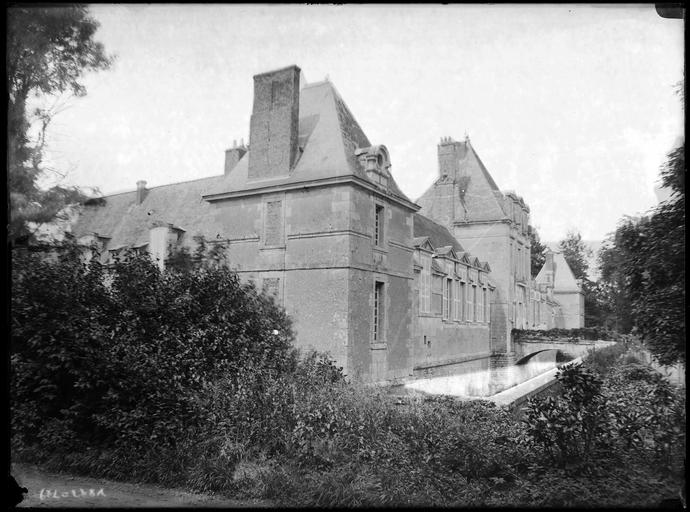
Château du Jonchet
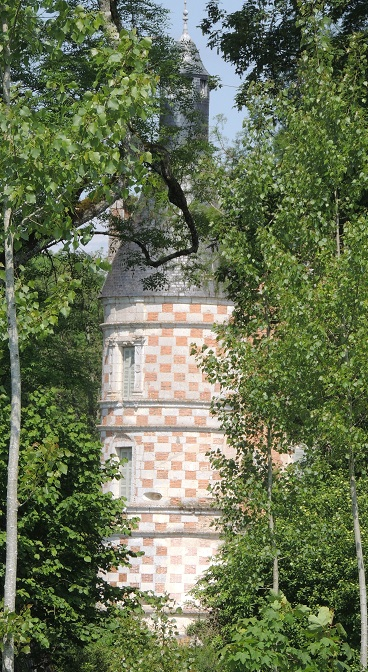
Abtei de Bouche d'Aigre